# Notomys mordax
Espèce
Statut de conservation UICN

 EX  : Éteint
Statut CITES
Notomys mordax, la Souris sauteuse d'Australie des Darling Downs ou Notomys des Darling Downs, est une souris sauteuse endémique de l'île d'Australie appelée Darling Downs. L'espèce s'est éteinte aux environs de 1982. Cette souris sauteuse n'est représentée que par un crâne découvert dans le Queensland en 1846.